# Bahnhof Trebnitz (Mark)

Der Bahnhof Trebnitz (Mark) ist eine Bahnstation im Ort Trebnitz im Osten des Landes Brandenburg an der Preußischen Ostbahn. Der frühere Bahnhof wurde 2004 zu einem Haltepunkt mit Überleitstelle umgebaut.

## Lage
Der Bahnhof liegt etwa 750 m nördlich des Trebnitzer Ortskerns, Ortsteil der Stadt Müncheberg im Landkreis Märkisch-Oderland an der in Ost-West-Richtung verlaufenden Strecke der Ostbahn. Er grenzt an die Trebnitzer Bahnhofstraße und an die Trebnitzer Hauptstraße. In Richtung Westen ist die nächstgelegene Station der vier Kilometer entfernte Haltepunkt Obersdorf und in Richtung Osten ist es der fünf Kilometer entfernt gelegene Haltepunkt Alt Rosenthal. Trebnitz liegt im Gebiet des Verkehrsverbundes Berlin-Brandenburg (VBB).

## Geschichte
Der Bahnhof in Trebnitz wurde am 1. Oktober 1867 eröffnet. Im Jahr 1945 am Ende des Zweiten Weltkriegs war die Region Schauplatz schwerer Kriegshandlungen, bei denen auch das Empfangsgebäude zerstört wurde. Der Betrieb auf der Ostbahn war von April bis Oktober 1945 unterbrochen.
Aufgrund von Reparationsleistungen war die Ostbahn zwischen Berlin und der seit 1945 bestehenden Grenze zu Polen nur noch eingleisig. Später wurde der Abschnitt zwischen Trebnitz und Gusow wieder zweigleisig ausgebaut.
Im Jahr 2004 wurde der Bahnhof Trebnitz umgebaut und ist seitdem ein Haltepunkt mit Überleitstelle.

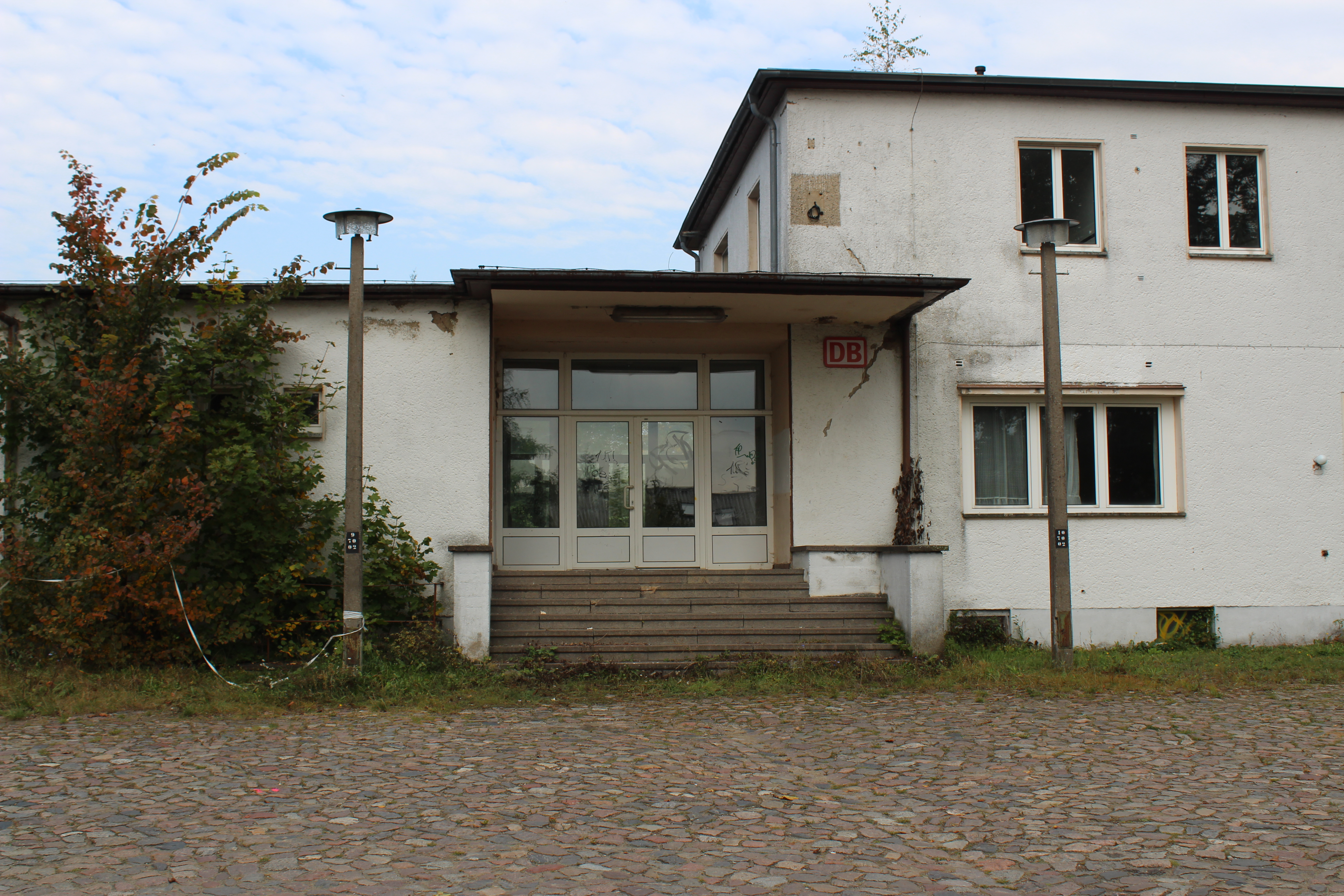
Empfangsgebäude (2017)

## Anlagen
Das Empfangsgebäude liegt südlich der Gleise. Das im Krieg zerstörte Gebäude war ein Bau mit einem zweistöckigen Zentralteil mit fünf Achsen und einem oberen Mezzaningeschoss. Zu beiden Seiten schlossen sich einstöckige Seitenteile an. Nach 1945 entstand an Stelle des früheren Empfangsgebäudes ein ebenfalls zweistöckiger Neubau mit einem einstöckigen Anbau.
Einst verfügte der Bahnhof über insgesamt drei Gleise. Gleis 2 war 740 m lang, Gleis 3 729 m und Gleis 4 535 m. An Gleis 2 befindet sich der 290 m lange Bahnsteig und das Empfangsgebäude, das über eine Zufuhrstraße erreichbar ist. Am westlichen Ende steht das Befehlsstellwerk B1, das Wärterstellwerk W2 auf der östlichen Seite. Nördlich von Gleis 4 liegt der Güterschuppen, zu dem eine 50 m lange Ladestraße führt. Links neben dem Schuppen befand sich eine Laderampe. Der Bahnhof war insgesamt mit sechs Hauptsignalen ausgestattet.
Heute ist nur noch ein Seitenbahnsteig vorhanden, der eine Länge von 201 m und eine Höhe von 28 cm aufweist. Östlich des Bahnsteigs liegt die Überleitstelle, an dem der zweigleisige Streckenabschnitt der Ostbahn beginnt.

## Anbindung

### Regionalzugverkehr
Der Haltepunkt wird durch die Regionalbahnlinie RB 26, die die Niederbarnimer Eisenbahn betreibt, bedient. Die Züge verkehren stündlich zwischen Berlin-Lichtenberg und Küstrin, einzelne Züge verkehren auch nach Landsberg (Warthe). Allerdings halten die Züge in Trebnitz nur alle 120 Minuten, die anderen durchfahren den Haltepunkt ohne Halt.
| Linie                    | Linienverlauf | Takt (min) | EVU                      |
| ------------------------ | --- | ---------- | ------------------------ |
| RB 26                    | (Berlin Ostkreuz –) Berlin-Lichtenberg – Berlin-Mahlsdorf – Strausberg – Müncheberg (Mark) – Trebnitz (Mark) – Seelow-Gusow – Werbig – Küstrin-Kietz – Kostrzyn (– Gorzów Wielkopolski) | 120        | Niederbarnimer Eisenbahn |
| Stand: 10. Dezember 2023 | |            |                          |

### Busverkehr
Drei Buslinien der Märkisch-Oderland Bus bedienen den Bahnhof Trebnitz. Sie verkehren alle nur von Montag bis Freitag und jeweils auch nur mit einigen Fahrten. Sie dienen größtenteils dem Schülerverkehr.
| Linie | Verlauf                                                   |
| ----- | --------------------------------------------------------- |
| 936   | Neuhardenberg – Trebnitz – Jahnsfelde – Müncheberg        |
| 955   | Seelow – Diedersdorf – Trebnitz – Jahnsfelde – Müncheberg |
| 959   | Seelow – Diedersdorf – Trebnitz – Neuhardenberg           |